# Suchy Potok Olczyski
Suchy Olczyski Potok – potok spływający górną częścią Doliny Olczyskiej w polskich Tatrach Zachodnich. Jest to jednak zazwyczaj potok suchy, woda płynie jego łożyskiem tylko po dużych opadach lub gwałtownych roztopach. Dolina Olczyska bowiem zbudowana jest ze skał wapiennych i z powodu zjawisk krasowych woda płynie w nich podziemnymi przepływami. Prawie zawsze suche koryto tego potoku ma swój początek na wysokości ok. 1500 m n.p.m. w dolnej, wschodniej części Królowej Równi. Następnie łożysko potoku biegnie w północno-wschodnim kierunku wzdłuż Królowego Grzbietu, potem zakręca w kierunku północnym, a następnie północno-zachodnim, i biegnie po zachodniej stronie Suchego Wierchu. U jego podnóży zmienia kierunek na północno-wschodni, wpływając na Olczyską Polanę, gdzie poniżej Wywierzyska Olczyskiego uchodzi do Olczyskiego Potoku.